# Chungju-Sportstadion
Das Chungju-Sportstadion (kor. 충주종합스포츠타운) ist ein Fußballstadion mit Leichtathletikanlage in der südkoreanischen Stadt Chungju, Provinz Chungcheongbuk-do. Die Anlage wurde 2017 für das 98. Nationale Sportfestival fertiggestellt, welches in Chungju veranstaltet wurde. Nach dem Sportfestival gründete die Stadt Chungju Anfang 2018 den Verein Chungju Citizen FC, welches seitdem das Stadion als Heimspielstätte in der K3 League nutzt.